# Iveta Grófová
Iveta Grófová (ur. 31 października 1980 w Trenczynie) – słowacka reżyserka i scenarzystka filmowa.

## Życiorys
Iveta Grófová urodziła się w  1980 r. w Trenczynie. W 2009 r. ukończyła studio animacji i produkcji dokumentalnych na Wydziale Filmu i Telewizji Wyższej Szkoły Sztuk Scenicznych w Bratysławie. W 2010 r. założyła Hulapa Film, firmę produkcyjną filmów autorskich. 
W 2012 r. wyreżyserowała swój pierwszy film fabularny pt. Aż do miasta Aš (Až do mesta Aš). Światową premierę miał na Międzynarodowym Festiwalu Filmowym w Karlowych Warach i został zgłoszony jako słowacki kandydat do Oscara w kategorii film nieanglojęzyczny. Film został zaprezentowany na wielu festiwalach, m.in.: FilmFestival Cottbus i Torino Film Festival. 
W 2016 r. zrealizowała kolejny film fabularny Mała przystań (Piata loď). Został on wyświetlony na 67. Międzynarodowym Festiwalu Filmowym w Berlinie. W 2018 r. zdobył dwie nagrody Slnko v sieti: za scenariusz i za najlepszą scenografię.  
Grófová wyreżyserowała również kilka filmów krótkometrażowych i film dokumenty dla telewizji  Blues pro sólo matky (2014) o bezrobotnych samotnych matkach, które starają się powrócić na rynek pracy po urlopie macierzyńskim.  

## Nagrody i wyróżnienia
- 2012: Tofifest: Srebrny Anioł, nagroda za najlepszą reżyserię w ON AIR za film Aż do miasta Aš [9]

- 2017: 67. Berlinale: Kryształowy Niedźwiedź - Nagroda Dziecięcego Jury Generacji Kplus - najlepszy film pełnometrażowy za film Mała przystań[3][10]

## Filmografia

### Filmy krótkometrażowe
- 2003: Aspoň že tak
- 2004: Bolo nás 11
- 2005: Politika kvality
- 2005: Nazdar partička
- 2007: Gastarbeiteri
- 2014: Discoboj – jedna z desiatich poviedok vo filme Slovensko 2.0

### Filmy fabularne
- 2012: Aż do miasta Aš (Až do mesta Aš)
- 2014: Słowacja 2.0 (Slovensko 2.0) – segment
- 2016: Mała przystań (Piata loď)
- 2024: Ema i trupia główka (Ema a smrtihlav)